# Victor Ikpeba
Victor Ikpeba (Benin City, 1973. június 12. –) nigériai válogatott labdarúgó.

## Pályafutása

### Klubcsapatban
Pályafutását hazájában az ACB Lagos csapatában kezdte. 1989-ben az RFC Liège-be igazolt, ahol négy szezont töltött. 1993-ban a AS Monaco játékosa lett. Az 1996–97-es idényben francia bajnoki címet szerzett. 1999 és 2002 között a Borussia Dortmundot, egy év megszakítással, amikor kölcsönben a Real Betisben szerepelt. Játszott még a líbiai Al-Ittihad, a belga Charleroi és a katari Asz-Szadd csapataiban is.

### A válogatottban
1992 és 2002 között 31 alkalommal szerepelt a nigériai válogatottban és 7 gólt szerzett. Tagja volt az 1996. évi nyári olimpiai játékokon aranyérmet szerzett válogatottnak. Részt vett az 1992-es, az 1994-es, a 2000-es és a 2002-es afrikai nemzetek kupáján, az 1994-es és az 1998-as világbajnokságon.

## Sikerei, díjai
RFC Liège
- Belga kupa (1): 1989–90

Monaco
- Francia bajnok (1): 1996–97
- Francia szuperkupa (1): 1997

Al-Ittihad
- Líbiai bajnok (1): 2002–03
- UEFA-kupa döntős (1): 2001–02

Nigéria
- Afrikai nemzetek kupája (1): 1994

Nigéria U23
- Olimpiai bajnok (1): 1996

Egyéni
- Az év afrikai labdarúgója (1): 1997